# Statistiques non paramétriques
La statistique non paramétrique est un domaine de la statistique qui ne repose pas sur des familles de loi de probabilité paramétriques. Les méthodes non paramétriques pour la régression comprennent les histogrammes, les méthodes d'estimation par noyau, les splines et les décompositions dans des dictionnaires de filtres (par exemple décomposition en ondelettes). Bien que le nom de non paramétriques soit donné à ces méthodes, elles reposent en vérité sur l'estimation de paramètres. La différence avec les méthodes de statistique classique est qu'il s'agit en général d'un très grand nombre de paramètres et que chacun de ces paramètres ne permet pas de décrire la structure générale des données. Dans les méthodes non paramétriques, le nombre de paramètres estimés croît avec le nombre de données disponibles ; dans les méthodes classiques, ce nombre est décidé à l'avance.

## Prix et distinctions
Depuis 1999, l'American Statistical Association remet le prix Gottfried E. Noether à un chercheur ou à une chercheuse ayant apporté une contribution substantielle à la théorie ou à la méthodologie de la statistique non paramétrique.